# Hirschkopf (Odenwald)
Der Hirschkopf bei Weinheim im baden-württembergischen Rhein-Neckar-Kreis ist eine 345,7 m ü. NHN hohe Erhebung im Odenwald.

## Geographie

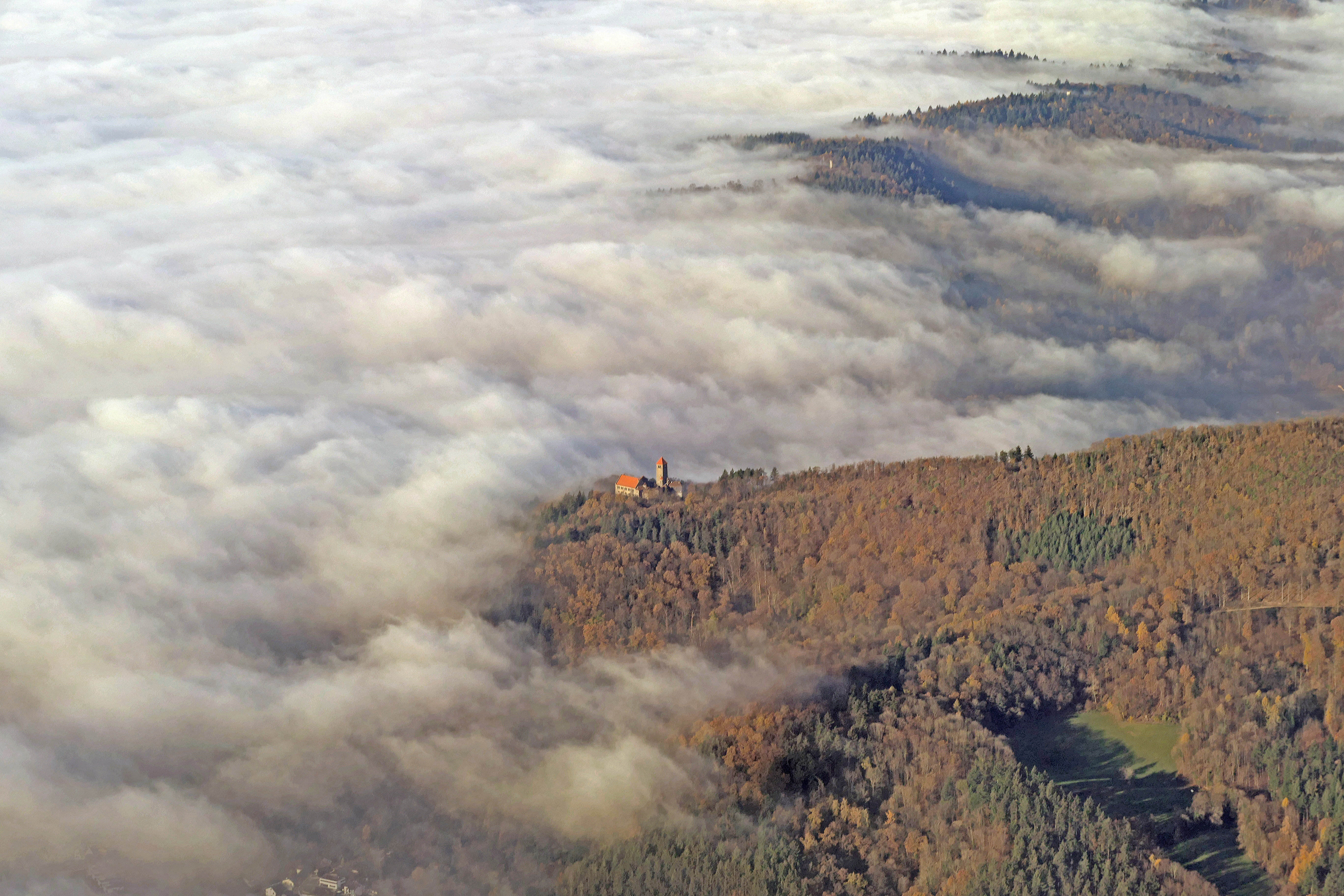
Luftbild der Wachenburg, rechts darüber der Hirschkopf mit Aussichtsturm; die Rheinebene links im Hochnebel

### Lage
Der Hirschkopf erhebt sich am Westrand des Odenwalds oberhalb der Bergstraße zwischen der Stadt Weinheim im Südwesten und der Gemeinde Birkenau im Osten. Etwa fünfhundert Meter nördlich liegt der nur wenig höhere Saukopf, nach Süden hin fällt der Berg ins Weschnitztal ab.

### Geologie
Der Hirschkopf zählt zum kristallinen Grundgebirge des Odenwalds. Den Gipfelbereich bildet eine Intrusion des Diorit-Gabbro-Komplexes innerhalb umgebender Granodiorite.

### Gipfelbereich
Auf dem Gipfel des Hirschkopfs steht der denkmalgeschützte Hirschkopfturm, ein 1870 errichteter 15 m hoher Aussichtsturm, von dem sich ein weiter Blick über das Weschnitztal, den Odenwald und die Rheinebene bis in die Pfalz bietet. Zudem befindet sich am Südwesthang des Hirschkopfes der Sender Weinheim zur Versorgung der Stadt Weinheim mit Rundfunkprogrammen.